# Killer Instinct Gold
Killer Instinct Gold — видеоигра в жанре файтинг 1996 года, основанная на аркаде Killer Instinct 2. Игра была разработана студией Rare и выпущена компанией Nintendo для игровой консоли Nintendo 64. Как и в других частях серии, игроки управляют персонажами, которые сражаются в 2D на фоне 3D-уровней. Во время битв игроки могут исполнять последовательные удары (комбо), длительные серии которых приводят к более сильным атакам и последующему добиванию. Персонажи, в том числе горгулья, ниндзя и роковая женщина, сражаются на таких аренах, как джунгли и космический корабль. Killer Instinct Gold включает в себя бойцов, комбо и трёхмерные предварительно отрендеренные уровни из аркадного оригинала. Однако в нём отсутствуют видеоролики и часть озвучки из-за ограничений формата картриджа. В версии Gold добавлен режим обучения, новые виды камеры и улучшены аудиовизуальные эффекты.
Студия Rare была одним из ведущих сторонних разработчиков для консолей Nintendo в 1990-х годах. Их серия Killer Instinct была создана в рамках эксклюзивного партнерства в ответ на популярность Mortal Kombat. После успеха порта Killer Instinct 1995 года для Super NES Rare начали работу над продолжением для той же платформы, но в итоге перенесли релиз на более современную консоль — Nintendo 64 (которую, анонсировали в тот же период). Игра была запланирована как часть стартовой линейки консоли, однако была отложена до осени 1996 года — релиза Nintendo 64 в Северной Америке. В других регионах проект был выпущен в мае 1997-го. Killer Instinct Gold был включён в ретроспективный сборник Rare для Xbox One Rare Replay, выпущенный в 2015 году.
Рецензенты оценили порт Nintendo 64 выше аркадной версии, отметив аудиовизуальные улучшения, однако сочли, что его графический уровень и основная игровая механика, выстроенная на запоминании и исполнении комбо, проигрывали основным конкурентам, таким как Tekken 2 и Virtua Fighter 2. Критики рекомендовали Killer Instinct Gold в первую очередь фанатам серии и жанра в целом, тем не менее сетуя, что даже фанатам могут не понравиться изменения в системе комбо и отсутствие нескольких любимых персонажей. В конечном счёте Gold не смогла повторить успех своего предшественника со Super NES, и серия оставалась в подвешенном состоянии (после приобретения прав на неё компанией Microsoft в 2002 году) почти двадцать лет — до её перезапуска в 2013 году.

## Игровой процесс

Бои происходят на 2D-плоскости на фоне 3D-арен. Зеленые полосы и число в центре экрана обозначают здоровье персонажа и ограничение по времени боя, соответственно

Killer Instinct Gold представляет собой порт игры для аркадных автоматов Killer Instinct 2. Как и в других частях серии, два персонажа, управляемые людьми или искусственным интеллектом, сражаются в матчах один на один. Цель каждого поединка — истощить шкалу здоровья своего соперника. Хотя персонажи двигаются и атакуют в 2D, задний фон боевых арен отображается в предварительно отрендеренном 3D, что создаёт эффект псевдотрёхмерности. Игроки сражаются с помощью шестикнопочной боевой системы: три кнопки удара рукой и три — ногой, как в файтинге Street Fighter II. Игрок может объединять серии ударов в «комбо» для увеличения урона. При этом некоторые из них требуют определённой последовательности нажатий кнопок. Комбинации из нескольких ударов приводят к более сильным атакам и жестоким завершающим приемам типа «фаталити». Персонаж, которого атакуют, может прервать последовательность ударов так называемым «комбо-брейкером». Основные игровые моменты отмечаются ёмкими репликами комментатора, такими как «К-к-к-комбо-брейкер!» и Ультрааа!.
Killer Instinct Gold включает аркадный, командный и турнирный режимы игры. Обновлённый тренировочный режим игры позволяет игрокам оттачивать свои навыки, следуя инструкциям на экране. В режиме турнира на выбывание игроки переключаются между предварительно выбранной командой персонажей, когда их текущий герой выбывает. В версии Gold представлены те же персонажи, комбо и боевые арены, что и в игре Killer Instinct 2. По мере прохождения игроки могут разблокировать новые «скины» для персонажей, уровни сложности и дополнительного бойца. В общей сложности обе версии игры содержат одиннадцать персонажей: четыре совершенно новых и семь — из предыдущей части. В числе бойцов фигурируют: горгулья, ниндзя и женщина-вамп. Бои происходят на таких локациях, как космический корабль, джунгли и за́мок. Некоторые арены являются интерактивными (можно разрушать окружение). Gold включает новые функции камеры, которая автоматически масштабируется, чтобы лучше кадрировать бой. Консольная версия также содержит улучшенный 3D-фон и обновленный саундтрек, однако в ней отсутствуют видеовставки и некоторые элементы озвучки из аркадного релиза из-за ограниченных функций картриджа Nintendo 64. Несмотря на то, что задние фоны в Gold анимируются со скоростью 60 кадров в секунду, анимация персонажей имеет меньшее количество кадров, нежели у его аркадного эквивалента.

## Разработка
Файтинг Killer Instinct Gold был разработан британской компанией Rare в период, когда игровая студия зарекомендовала себя как одного из ведущих сторонних разработчиков фирмы Nintendo (которая выступала издателем игры). Rare смоделировали Killer Instinct по лекалам серии Mortal Kombat. В отличие от других представителей жанра, таких как Street Fighter, и Killer Instinct, и Mortal Kombat придерживались более быстрого темпа игрового процесса (с упором на атаку, а не на оборону) и уделяли меньше внимания порогу вхождения — оттачиванию навыков мастерства. Серия Killer Instinct начиналась как игра для аркадных автоматов (1994) и стала широко популярна в виде своеобразного «ответа Nintendo серии Mortal Kombat» после её релиза для домашней игровой консоли Super NES (1995), а также портативной приставки Game Boy (1995). Большой успех версии для Super NES (было продано более трех миллионов копий) и появление обширного комьюнити создали повышенный ажиотаж вокруг продолжения файтинга. Поддерживая спрос, Rare начали разработку сиквела для аркадных автоматов. Изначально они также работали над портом для Super NES, однако перешли на более новую Nintendo 64, после анонса этой консоли. Команда разработчиков разделилась между аркадной версией и версией для Nintendo 64, которая получила название Killer Instinct Gold. Работа над ней началась сразу же, как только Rare получила девкит Nintendo 64.
Разработчики (в числе семи человек) планировали добавить в сиквел идеи, которые по тем или иным причинам не вошли в оригинал. Они также опирались на отзывы поклонников первой части. Художественное оформление, дизайн и программное обеспечение Killer Instinct 2 постоянно менялись на протяжении всего хода разработки игры, вплоть до её релиза. Кевин Бэйлисс отвечал за дизайн персонажей, а Крис Тилстон создал игровой движок (при поддержке Кена Лобба из Nintendo). Программисты практически не использовали технологию сжатия, чтобы уместить аркадную версию на меньший по объёму картридж. Хотя за счёт Killer Instinct планировалось продемонстрировать мощь Nintendo 64 (и выпустить в стартовой линейке), производительность консоли проигрывала аркадному железу Rare, и студии пришлось оптимизировать аркадную версию под приставку. В аркадном варианте использовалась анимация, создающая иллюзию горизонтального панорамирования камеры. В свою очередь, консольная версия использовала файлы статических изображений с меньшим количеством деталей. И аркадная, и консольная версии базируются на одном и том же игровом движке и содержит идентичные ростеры бойцов.
Изначально планировалось, что Gold станет одной из двух игр релиз, которых совпадёт с запуском Nintendo 64, но её выпуск был отложен. В итоге она была выпущена 25 ноября 1996 года в Северной Америке и 9 мая 1997 — в других странах. Отдельным CD издали саундтрек, что было редкостью для западных видеоигр 1990-х. Rare также сделала порт Killer Instinct 2 для Super NES (это было прописано в контракте заранее), однако Nintendo в итоге отказалась от его выпуска.

## Оценки прессы
| Сводный рейтинг    | Сводный рейтинг |
| Агрегатор          | Оценка          |
| ------------------ | --------------- |
| GameRankings       | 74,43 %         |
| Иноязычные издания |                 |
| Издание            | Оценка          |
| AllGame            | [ 5 ]           |
| CVG                | 3/5             |
| EGM                | 27.5/40         |
| Game Informer      | 8.5/10          |
| GameSpot           | 7.4/10          |
| IGN                | 6.5/10          |
| Next Generation    | [ 21 ]          |
| Nintendo Power     | 14.4/20         |
| Daily Radar        | Фиаско          |

Обозреватели сравнивали Killer Instinct 2 с Gold в пользу последней, однако сетовали, что графика игры была недостаточно улучшена. Так, рецензент IGN выражал мнение, что визуальный ряд выглядел устаревшим в версии для домашней консоли, назвав его «дрянным, похожим на [графику] из 1980-х». В статьях IGN и CVG также отмечалась урезанная анимация кадров. Обозревателю из IGN понравилась более динамичный саундтрек версии Gold, однако он пожаловался на скудное количество персонажей и отличий от аркадного первоисточника. В статье журнала GameSpot Gold была названа лучшей игрой в серии на тот момент, однако другие обозреватели рекомендовали её только фанатам серии и жанра в целом, а также тем, кто хотел поиграть хоть в какой-нибудь файтинг на Nintendo 64. Рецензент из AllGame описал Gold как лучший вариант для игроков, которые хотят «скоростную версию Mortal Kombat» с «гиперактивным диктором в духе Барри Уайта».
Сравнивая файтинги для Nintendo 64, редакция GameSpot оценила Gold выше его прямого конкурента — Mortal Kombat Trilogy. Однако читатели GamePro поставили его ниже Tekken 2, выпущенного в том же году. Журналы Next Generation и N64 сошлись во мнении, что Tekken 2 и Virtua Fighter 2 были на голову выше Gold. Причём обозреватель N64 пришел к выводу, что даже в тогдашнем скудном каталоге игр Nintendo 64 проект не выделялся на фоне конкурентов, и поэтому его реиграбильность составляла «недели, а не месяцы». В итоге Gold превратился из громкого анонса в нишевый европейский релиз.
Рецензенты высоко оценили звук в игре и фоновое окружение, но пеняли на размытость анимации персонажей. Обозреватель IGN похвалил качество стереозвука, спецэффекты и работу камеры. Бойцы выглядели размытыми, отмечалось в статье CVG, из-за «нечёткого сглаживания» при приближении камеры. За исключением этого «мыльного» эффекта, редакция GameSpot сочла графику игры «почти идеальной». Её графика также произвела впечатление на Game Informer. Напротив, GamePro отметил «живую» анимацию персонажей в сравнении со «слегка раздражающим» фоном.
Хотя обозреватель GamePro поставил игре высокие оценки за управление и весёлый игровой процесс, представитель Next Generation счёл управление почти таким же неудобным, как и у предшественницы на Super NES, подытожив, что игра «не очень-то и интересна». Многие обозреватели критиковали то, что игровой процесс Gold, заточенный на комбо, снижает важность индивидуального мастерства. Этот поверхностный акцент на «архаичном» запоминании последовательности комбо, по мнению IGN, мешал творческой импровизации игроков. CVG писал, что в Gold было мало вариативности: каждый матч был сосредоточен на как можно более длинных комбинациях, а не на сиюминутных стратегических ходах. Таким образом, игроки были вынуждены долго тренироваться, прежде чем могли эффективно использовать длинные цепочки комбинаций, чтобы побеждать в матчах. Несколько изданий высоко оценили режим обучения игры, который также понравился CVG в его предшественнице Super NES.
Согласно данным TRST, Killer Instinct Gold заняла пятое место в рождественский сезон 1996 года в сегменте продаж видеоигр.

## Наследие

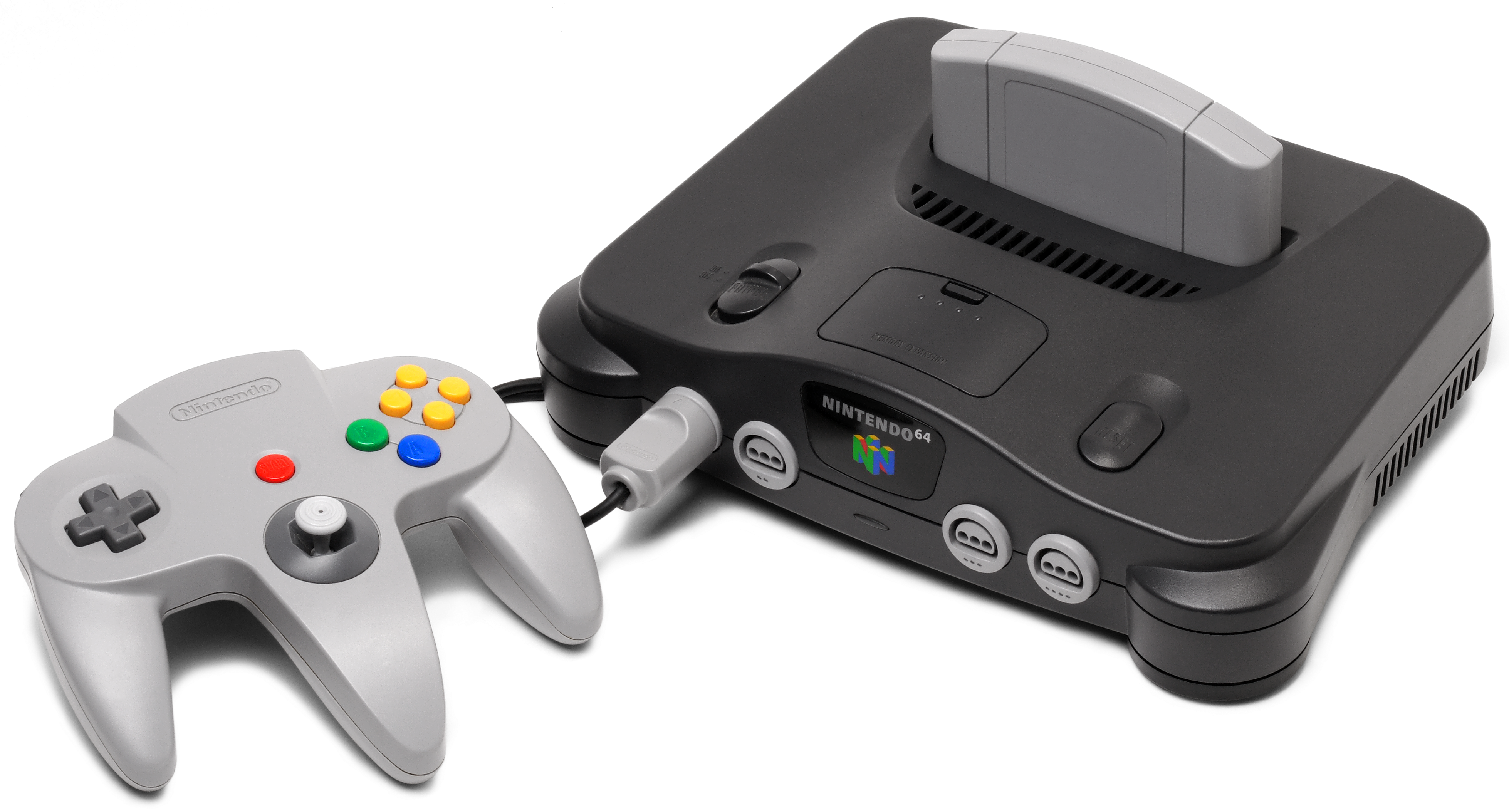
Killer Instinct Gold планировалась как игра для стартовой линейки консоли Nintendo 64, но в итоге была перенесена

Из-за того, что Killer Instinct Gold разошёлся гораздо меньшим тиражом по сравнению с первой частью, серия прекратила свое существование. В статье IGN 2010 года сообщалось, что игра разочаровала фанатов сериала, изменив наборы комбо-приемов и убрав их «любимых» персонажей из оригинала. Автор статьи также добавил, что Rare в курсе, что из всех франшиз Killer Instinct вызывает наибольший интерес фанатов в виде продолжения. В 2002 году Rare приобрела Microsoft, положив конец многолетнему сотрудничеству компании с Nintendo. В 2013 году серия была возрождена для приставки Xbox One. В 2014 году журнал GamesRadar поставил Killer Instinct Gold на 35-е место среди лучших игр для консоли Nintendo 64.
В 2015 году Killer Instinct Gold была эмулирована для Xbox One в виде сборника Rare Replay. В обзоре антологии рецензент Nintendo Life заявил, что графика Gold не устарела. Тем не менее публицист New York Daily News выразил противоположное мнение, отметив, что хотя Killer Instinct Gold и была «недооценена» в свое время, с годами она настолько устарела, что может вызывать лишь чувство сожаления, став самым большим разочарованием антологии. Схожую точку зрения огласил корреспондент Destructoid, назвав Gold худшей игрой сборника, а также «урезанной» версией Killer Instinct 2. Спустя двадцать лет после релиза проекта публицист Retro Gamer написал, что хотя Killer Instinct 2 был популярен на игровых автоматах, к 1996 году его превзошли Tekken 2 и Virtua Fighter 2, и в конечном счёте он стал выглядеть на их фоне как очередной посредственный проект.